# Каникулы мечты
«Каникулы мечты» (англ. What We Did on Our Holiday) — британский комедийно-драматический фильм 2014 года, снятый режиссёрами Гаем Дженкином и Энди Хэмилтоном. В главных ролях снялись Дэвид Теннант, Розамунд Пайк и Билли Коннолли. Вдохновением послужил телесериал «В меньшинстве», который никак с ним не связан.
Премьера в Великобритании состоялась 26 сентября 2014 года, в США — 10 июля 2015 года.

## Сюжет
Дуглас и Эби с детьми отправляются в шотландскую глубинку на день рождения любимого дедушки Горди. Старик тяжело болен, и этот праздник может стать для него последним. Но тот умирает раньше времени, а заботливые внуки сжигают и топят его бренное тело.

## В ролях
- Дэвид Теннант — Дуг Маклеод
- Розамунд Пайк — Эби Маклеод
- Билли Коннолли — Горди Маклеод
- Селия Имри — Агнес Чисхолм
- Бен Миллер — Гэвид Маклеод
- Эмилия Джонс — Лотти Маклеод
- Амелия Баллмор — Маргарет Маклеод
- Аннетт Кросби — Дорин
- Льюис Дави — Кеннет Маклеод
- Ральф Райч — Джимми Каззаротто
- Бен Прэсли — Пи Си Маклахон
- Бобби Соллдридж — Мики Маклеод
- Алексия Бальер — Франсуаза Дюпре
- Райан Хантер — Фрейзер
- Харриет Тернбулл — Джесс Маклеод
- Джейк Д’Арси — Смоки

## Съёмки
Съёмки фильма проходили в период с 27 июня по 2 августа 2013 года в Глазго и Северо-Шотландском нагорье. Пляжные сцены были сняты в Гэр-Лохе.

## Критика
Фильм получил смешанные отзывы кинокритиков. На сайте Rotten Tomatoes рейтинг одобрения составляет 73 % на основе 52 рецензий со средним баллом 6,1 из 10. На сайте Metacritic фильм имеет оценку 54 из 100 на основе 14 рецензий критиков, что соответствует статусу «смешанные или средние отзывы».